# Graz Giants 2019
Questa voce raccoglie le informazioni riguardanti i Graz Giants nelle competizioni ufficiali della stagione 2019.

## Prima squadra

### Roster
| Roster dei Graz Giants (2019) |
| --- |
| Quarterback - 6 Jake Kennedy - 13 Bastian Steinmair Running Back - 1 Alexander Sanz - 12 Johannes Schütz - 16 Christoph Kohler - 19 Andreas Zechner - 20 Mathias Kiegerl - 25 Lukas Bauer - 26 Wenzel Rock Wide Receiver - 4 Philipp Sommer - 5 Leon Heider - 7 Christopher Mangge - 8 Thomas Torta - 18 Jakob Begander - 80 Lukas Hosemann - 83 David Reiter - 84 Emanuel Hafner - 86 Dominik Stocker - 87 Markus Schaberl - 89 Florian Bierbaumer Offensive Linemen - 50 Tobias-Maximilian Hummel - 54 Lukas Pessenhofer - 58 Maximilian Fleck - 59 Sebastian Pessenhofer - 62 Benjamin Bierbaumer - 69 Jakob Kreinz - 71 Moritz Schuch - 72 Elias Ortauf - 75 Julian Ulm - 77 Sebastian Dworacek - 78 Daniel Fankhauser Defensive Linemen - 9 Sebastian Schreiner - 21 David Schöner - 30 Lukas Kreuzwiesner - 40 Bernhard Petutschnig - 68 David Stojkovic - 74 Lorenz Rudolf - 91 Konstantin Kerngast - 94 Maximilian Schukle - 96 Maximilian Ceh Linebacker - 2 Thomas Schnurrer - 37 Sebastian Kanik - 51 Nikolaus Terlitza - 52 Georg Zeiler - 53 Gabriel Weiss - 55 Raphael Krebs - 56 Johannes Zechner Defensive Back - 3 Florian Probst - 11 Adrien Lahousse - 14 Pau Stadlober - 15 Lukas Rockenschaub - 17 David Raiser - 23 Dillon Dixon - 29 Lukas Scharnagl - 31 Leo Thosold - 32 Stefan Promitzer - 33 Elias Raiser - 35 Oliver Hecht - 42 Lorenz Perschler - 43 Christof Promitzer - 44 Anton Pscheider - 46 Thomas Deisenberger Special Team Coaching staff Martin Kocian (HC) · Max Taurer (WR) · Brandon Gorsuch (QB) · Thomas Überriegler (RB) · Lukas Düh (DL) · Markus Kaufmann (DB) · Benedikt Zipper (LB) · Martin Überriegler (ADB) |

### Austrian Football League 2019

#### Stagione regolare
| Graz 17 marzo 2019, ore 14:00 1ª giornata | Graz Giants | 10 – 12 (3-0 0-7 7-2 0-3) referto | Danube Dragons | Verbandsplatz Graz (500 spett.) |

| Mödling 30 marzo 2019, ore 15:00 2ª giornata | AFC Rangers Mödling | 45 – 39 (21-0 10-7 14-8 0-24) referto | Graz Giants | Stadion Mödling (400 spett.) |

| Praga 7 aprile 2019, ore 15:00 3ª giornata | Prague Black Panthers | 14 – 35 (7-0 0-14 0-14 7-7) referto | Graz Giants | Stadion SK Prosek |

| Graz 22 aprile 2019, ore 16:00 4ª giornata | Graz Giants | 36 – 14 (16-6 10-8 3-0 7-0) referto | Vienna Vikings | Stadion Eggenberg (1200 spett.) |

| Graz 4 maggio 2019, ore 16:00 5ª giornata | Graz Giants | 27 – 34 (8-0 7-13 6-14 6-7) referto | Tirol Raiders | Stadion Eggenberg |

| Traun 18 maggio 2019, ore 16:00 6ª giornata | Traun Steelsharks | 13 – 46 (7-19 0-13 6-14 0-0) referto | Graz Giants | Trauner Stadion (800 spett.) |

| Vienna 26 maggio 2019, ore 13:00 7ª giornata | Danube Dragons | 21 – 14 (0-7 7-7 7-0 7-0) referto | Graz Giants | Sportplatz Donaufeld (800 spett.) |

| Graz 1º giugno 2019, ore 16:00 8ª giornata | Graz Giants | 56 – 21 (21-0 14-7 7-8 14-6) referto | Traun Steelsharks | Stadion Eggenberg |

| Innsbruck 15 giugno 2019, ore 16:00 9ª giornata | Tirol Raiders | 37 – 30 (7-7 14-6 3-0 13-17) referto | Graz Giants | Tivoli-Neu Stadion (2000 spett.) |

| Graz 22 giugno 2019, ore 16:00 10ª giornata | Graz Giants | 42 – 10 (14-0 14-0 14-0 0-10) referto | Amstetten Thunder | Verbandsplatz Graz |

#### Playoff
| 6 luglio 2019, ore 16:00 Wild Card | Danube Dragons | 24 – 17 (7-3 7-6 3-8 7-0) referto | Graz Giants | (1500 spett.) |

### Statistiche di squadra
| Competizione      | %Vittorie | In casa | In casa | In casa | In casa | In casa | In casa | In trasferta | In trasferta | In trasferta | In trasferta | In trasferta | In trasferta | Totale | Totale | Totale | Totale | Totale | Totale |
| Competizione      | %Vittorie | G       | V       | N       | P       | Pf      | Ps      | G            | V            | N            | P            | Pf           | Ps           | G      | V      | N      | P      | Pf     | Ps     |
| ----------------- | --------- | ------- | ------- | ------- | ------- | ------- | ------- | ------------ | ------------ | ------------ | ------------ | ------------ | ------------ | ------ | ------ | ------ | ------ | ------ | ------ |
| Stagione regolare | .500      | 5       | 3       | 0       | 2       | 171     | 91      | 5            | 2            | 0            | 3            | 164          | 130          | 10     | 5      | 0      | 5      | 335    | 221    |
| Playoff           | .000      | 0       | 0       | 0       | 0       | 0       | 0       | 1            | 0            | 0            | 1            | 17           | 24           | 1      | 0      | 0      | 1      | 17     | 24     |
| Totale            | .455      | 5       | 3       | 0       | 2       | 171     | 91      | 6            | 2            | 0            | 4            | 181          | 154          | 11     | 5      | 0      | 6      | 352    | 245    |

### Statistiche personali

#### Marcatori
| Giocatore  | Ruolo | TD rush | TD recv | TD int | TD p.ret | TD k.ret | TD oth | Xp1 | Xp2 | FG  | Saf | Totale |
| ---------- | ----- | ------- | ------- | ------ | -------- | -------- | ------ | --- | --- | --- | --- | ------ |
| Sommer     |       | 0+0     | 12+1    | 0+0    | 0+0      | 0+0      | 0+0    | 1+0 | 0+0 | 0+0 | 0+0 | 79     |
| Bierbaumer |       | 0+0     | 10+0    | 0+0    | 0+0      | 0+0      | 0+0    | 0+0 | 2+1 | 0+0 | 0+0 | 66     |
| Mangge     |       | 0       | 1       | 0      | 0        | 0        | 0      | 34  | 0   | 7   | 0   | 61     |
| Torta      |       | 0       | 7       | 0      | 0        | 0        | 0      | 0   | 1   | 0   | 0   | 44     |
| Sanz       |       | 6       | 0       | 0      | 0        | 0        | 0      | 0   | 0   | 0   | 0   | 36     |
| Schütz     |       | 0+0     | 3+1     | 0+0    | 0+0      | 1+0      | 0+0    | 0+0 | 1+0 | 0+0 | 0+0 | 32     |
| Kiegerl    |       | 3       | 0       | 0      | 0        | 0        | 0      | 0   | 0   | 0   | 0   | 18     |
| Kennedy    |       | 1       | 0       | 0      | 0        | 0        | 0      | 0   | 0   | 0   | 0   | 6      |
| Rock       |       | 0+0     | 0+0     | 0+0    | 0+0      | 0+0      | 0+0    | 0+0 | 0+0 | 0+1 | 0+0 | 3      |
| Team       |       | 0       | 0       | 0      | 0        | 0        | 0      | 0   | 0   | 0   | 1   | 2      |
| Schnurrer  |       | 0       | 0       | 0      | 0        | 0        | 0      | 1   | 0   | 0   | 0   | 1      |

#### Passer rating
| Giocatore | G    | Att    | Comp   | Int | Yds      | TD   | NFL    | NCAA   |
| --------- | ---- | ------ | ------ | --- | -------- | ---- | ------ | ------ |
| Kennedy   | 10+1 | 271+29 | 159+19 | 5+1 | 2360+221 | 34+2 | 118,62 | 167,20 |
| Schütz    | 2    | 2      | 2      | 0   | 8        | 0    | 83,33  | 133,60 |

## Seconda squadra

### AFL - Division II 2019

#### Stagione regolare
| Maribor 23 marzo 2019, ore 14:00 1ª giornata | Maribor Generals | 21 – 27 (0-7 13-7 8-7 0-6) referto | Graz Giants 2 | Športni Park Tabor |

| Domžale 31 marzo 2019, ore 15:00 2ª giornata | Domžale Tigers | 24 – 0 (6-0 12-0 0-0 6-0) referto | Graz Giants 2 | Športni Park (250 spett.) |

| Graz 14 aprile 2019, ore 15:00 3ª giornata | Graz Giants 2 | 38 – 0 (6-0 13-0 13-0 6-0) referto | Styrian Hurricanes | Stadion Eggenberg |

| Oberalm 28 aprile 2019, ore 14:00 5ª giornata | Salzburg Ducks | 34 – 27 (14-6 0-13 13-0 7-8) referto | Graz Giants 2 | 1. Oberalmer Sportverein |

| Graz 12 maggio 2019, ore 15:00 6ª giornata | Graz Giants 2 | 13 – 14 (7-0 0-0 0-6 6-8) referto | Salzburg Ducks | Stadion Eggenberg |

| Graz 19 maggio 2019, ore 15:00 7ª giornata | Graz Giants 2 | 29 – 21 (0-0 15-0 14-7 0-14) referto | Maribor Generals | Stadion Eggenberg |

| Graz 2 giugno 2019, ore 15:00 8ª giornata | Graz Giants 2 | 14 – 40 (7-0 7-7 0-19 0-14) referto | Domžale Tigers | Stadion Eggenberg |

| Voitsberg 8 giugno 2019, ore 15:00 9ª giornata | Styrian Hurricanes | 19 – 0 (0-0 19-0 0-0 0-0) referto | Graz Giants 2 | Hans Blümel Stadion |

### Statistiche di squadra
| Competizione      | %Vittorie | In casa | In casa | In casa | In casa | In casa | In casa | In trasferta | In trasferta | In trasferta | In trasferta | In trasferta | In trasferta | Totale | Totale | Totale | Totale | Totale | Totale |
| Competizione      | %Vittorie | G       | V       | N       | P       | Pf      | Ps      | G            | V            | N            | P            | Pf           | Ps           | G      | V      | N      | P      | Pf     | Ps     |
| ----------------- | --------- | ------- | ------- | ------- | ------- | ------- | ------- | ------------ | ------------ | ------------ | ------------ | ------------ | ------------ | ------ | ------ | ------ | ------ | ------ | ------ |
| Stagione regolare | .375      | 4       | 2       | 0       | 2       | 94      | 75      | 4            | 1            | 0            | 3            | 54           | 98           | 8      | 3      | 0      | 5      | 148    | 173    |
| Totale            | .375      | 4       | 2       | 0       | 2       | 94      | 75      | 4            | 1            | 0            | 3            | 54           | 98           | 8      | 3      | 0      | 5      | 148    | 173    |